# Stratygrafia sejsmiczna
Stratygrafia sejsmiczna – dziedzina stratygrafii wykorzystująca rezultaty badań geofizycznych (sejsmicznych) skorupy ziemskiej, odnosząca się do eustatycznych zmian poziomu morza jako podstawowego zjawiska wpływającego na ułożenie i następstwo warstw geologicznych.

## Historia
W drugiej połowie lat siedemdziesiątych XX wieku w środowisku geologów związanych z przemysłem naftowym (Exxon Production Research Center) rozwinęła się, w oparciu o dawniej publikowane tezy, koncepcja korelacji stratygraficznej pakietów osadów rozdzielonych fizycznymi nieciągłościami, o architekturze mającej odzwierciedlenie w rezultatach badań geofizycznych (sejsmicznych).

Główną przyczyną powstania stratygrafii sejsmicznej (i rozwiniętej na jej podstawie stratygrafii sekwencji) były trudności w zastosowaniu na kontynencie amerykańskim ustanowionych głównie w Europie jednostek stratygraficznych. Początkowo metodę wykorzystywano dla potrzeb przemysłu wydobywczego ropy naftowej i gazu ziemnego. Po opublikowaniu została zaakceptowana w naukach geologicznych jako jedna z metod stratygrafii.
Za twórców interpretacji i podstawowych modeli w stratygrafii sejsmicznej uważa się Petera Vaila oraz współpracowników którzy opublikowali jej założenia w roku 1977.
Podstawowymi założeniami stratygrafii sejsmicznej są:
1. Identyfikacja sejsmicznych powierzchni refleksyjnych z powierzchniami ograniczającymi fizycznie jednorodne pakiety osadów (sekwencje osadowe), interpretowanymi jako izochroniczne (time lines) powierzchnie nieciągłości sedymentacji, niedepozycji lub erozji wcześniej zdeponowanych osadów.
2. Cykliczność tak określonych sekwencji osadowych interpretowana jako skutek powtarzających się transgresji i regresji – rezultatu zmian położenia podstawy erozji.
3. Eustatyczne, permanentne w historii Ziemi zmiany wysokości podstawy erozji jako podstawowy czynnik wpływający na architekturę sekwencji.
4. Wynikająca stąd synchroniczność sekwencji osadowych i ich granic w skali globalnej, uzasadniająca nadanie im znaczenia chronostratygraficznego.

Stratygrafia sejsmiczna jest metodą stosowaną do dziś nie tylko w przemyśle wydobywczym, ale i w opracowaniach naukowych.

## Objaśnienia
Cykliczność zjawisk przyrodniczych jest powszechna i obserwowana od starożytności. Cyklicznością zjawisk geologicznych zachodzącą w przeszłości geologicznej, zapisaną w osadach, zajmuje się cyklostratygrafia. W zapisie geologicznym wyróżnianych jest do 8 rzędów cykli o zróżnicowanej przypisywanej im genezie i rozciągłości czasowej. W stratygrafii sejsmicznej podstawowymi cyklami są cykle trzeciego rzędu interpretowane jako transgresywno-regresywne, wiązane z eustatycznymi wahaniami podstawy erozji.
Za podstawę erozji przyjmowany jest zwykle poziom oceanu światowego (mórz i oceanów) jednakowy dla całej Ziemi zgodnie z prawem naczyń połączonych. W tym rozumieniu stratygrafia sejsmiczna jest cyklostratygrafią uzupełnioną o szerokie ramy interpretacyjne.
Uznanie zjawiska eustatycznych zmian poziomu morza za podstawowe, permanentne zjawisko o zasięgu globalnym, oraz związku z nim istotnych z geologicznego punktu widzenia właściwości skał osadowych, jest uzasadnieniem tworzenia w oparciu o schematy stratygrafii sejsmicznej i stratygrafii sekwencji globalnych schematów chronostratygraficznych.
Powstała kilka lat później stratygrafia sekwencji jest dalszym rozwinięciem metody stratygrafii sejsmicznej przez uwzględnienie rezultatów szeregu nowoczesnych badań geofizycznych i geochemicznych, danych pochodzących z odsłonięć (zwłaszcza danych sedymentologicznych) oraz rozbudowanie modeli sedymentacji basenowej i modeli korelacyjnych. Stratygrafię sejsmiczną można więc traktować jako początkowy etap rozwoju stratygrafii sekwencji.
Aplikacja stratygrafii sejsmicznej i stratygrafii sekwencji w korelacji chronostratygraficznej jest prostsza i tańsza od klasycznej chronostratygrafii uwzględniającej w swych podstawach rezultaty badań biostratygraficznych.

## Kontrowersje
Część stratygrafów wskazuje na nadmierne uproszczenie zjawisk stojących u podstaw modeli wykorzystywanych zarówno przez stratygrafię sejsmiczną jak powstałą z niej stratygrafię sekwencji oraz brak uzasadnienia dla uznania eustatycznych zmian poziomu morza za podstawowe zjawisko wpływające na architekturę osadów, co może to być przyczyną istotnych błędów. Istnieją poglądy o nieużyteczności obu metod w stosunku do osadów powstałych w całości w środowiskach lądowych – ponad aktualnym poziomem oceanu światowego – bądź w środowiskach morza otwartego, gdy całość osadów powstała poniżej tego poziomu. Często sygnalizowanym problemem jest też brak dostępu do danych źródłowych z których wynikają podstawowe założenia opisanych metod, stanowiących własność intelektualną przedsiębiorstw komercyjnych eksploatujących ropę i gaz ziemny.
Dyskusje dotyczące legitymizacji podstawowych założeń stratygrafii sejsmicznej i stratygrafii sekwencji w naukach geologicznych trwają do dziś znajdując odzwierciedlenie w publikacjach naukowych.